# دم فنسترون

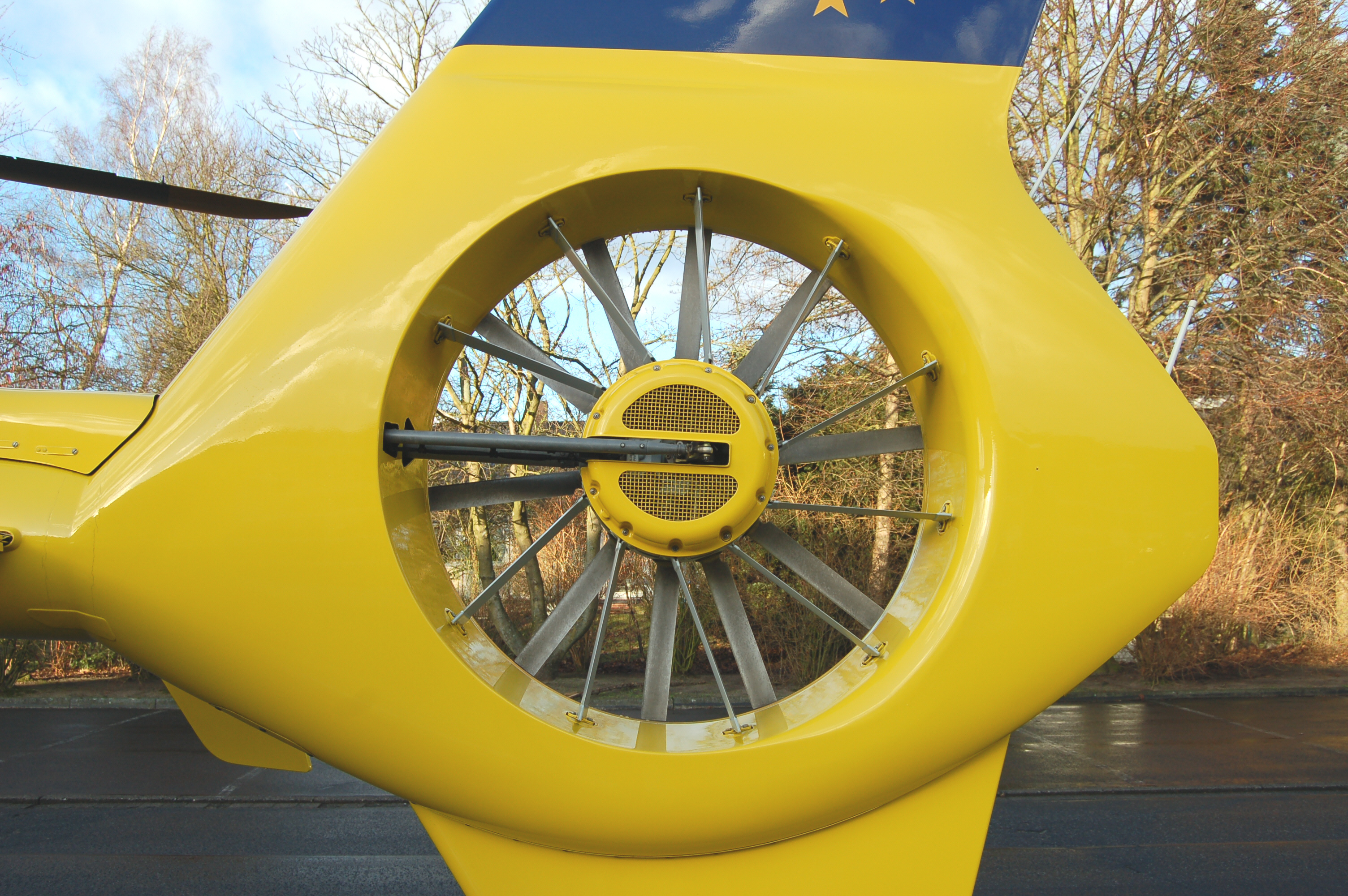
دم فنسترون در بالگرد ایرباس ئی‌سی۱۳۵

دم فِنِسترون (به انگلیسی: Fenestron) که با نام دم فن‌دار (به انگلیسی: Fantail) نیز شناخته می‌شود، یکی از انواع آرایش پروانهٔ دم در بالگردهاست که همانند یک فن کانال‌دار می‌باشد. این آرایش از دم‌ها برای نخستین بار توسط شرکت هوانوردی سود اختراع شد و امروزه در اختیار شرکت ایرباس است. دم فنسترون یک فناوری انحصاری شرکت ایرباس هلیکوپترز است و بالگردسازان دیگر برای تولید آن باید از شرکت ایرباس حق تولید آن را خریداری نمایند. فنسترون یک واژه از زبان اکسیتان است که از واژه لاتین «فِنِسترا» گرفته شده و به معنای «پنجره» است.
دم فن‌دار همانند دم‌پروانه‌دار وظیفهٔ ایجاد نیروی ضدگشتاور را دارد تا بدنهٔ بالگرد ثابت بماند. با این تفاوت که یک فن کانال‌دار برای این منظور ساخته شده‌است تا بازده دم افزایش یابد. درحالیکه پروانهٔ دم معمولی دارای دو یا چهار عدد تیغه است، دم فنسترون دارای ۷ تا ۱۰ تیغه است. با قراردادن فن در درون یک کانال، مزایای زیادی ایجاد شده که می‌توان به کاهش تاوه نوک بال، کاهش صدای پروانهٔ اصلی، افزایش بازده پروانه دم، افزایش پایداری بالگرد در هنگام هاور و جلوگیری از برخورد انسان یا اشیاء با پروانه دُم اشاره کرد. نخستین بالگرد دارای دم فنسترون، آئروسپاسیال غزال نام داشت. برخی از شرکتهای بالگردسازی دیگر نیز حق تولید این دُم را از شرکت ایرباس خریداری کرده‌اند.

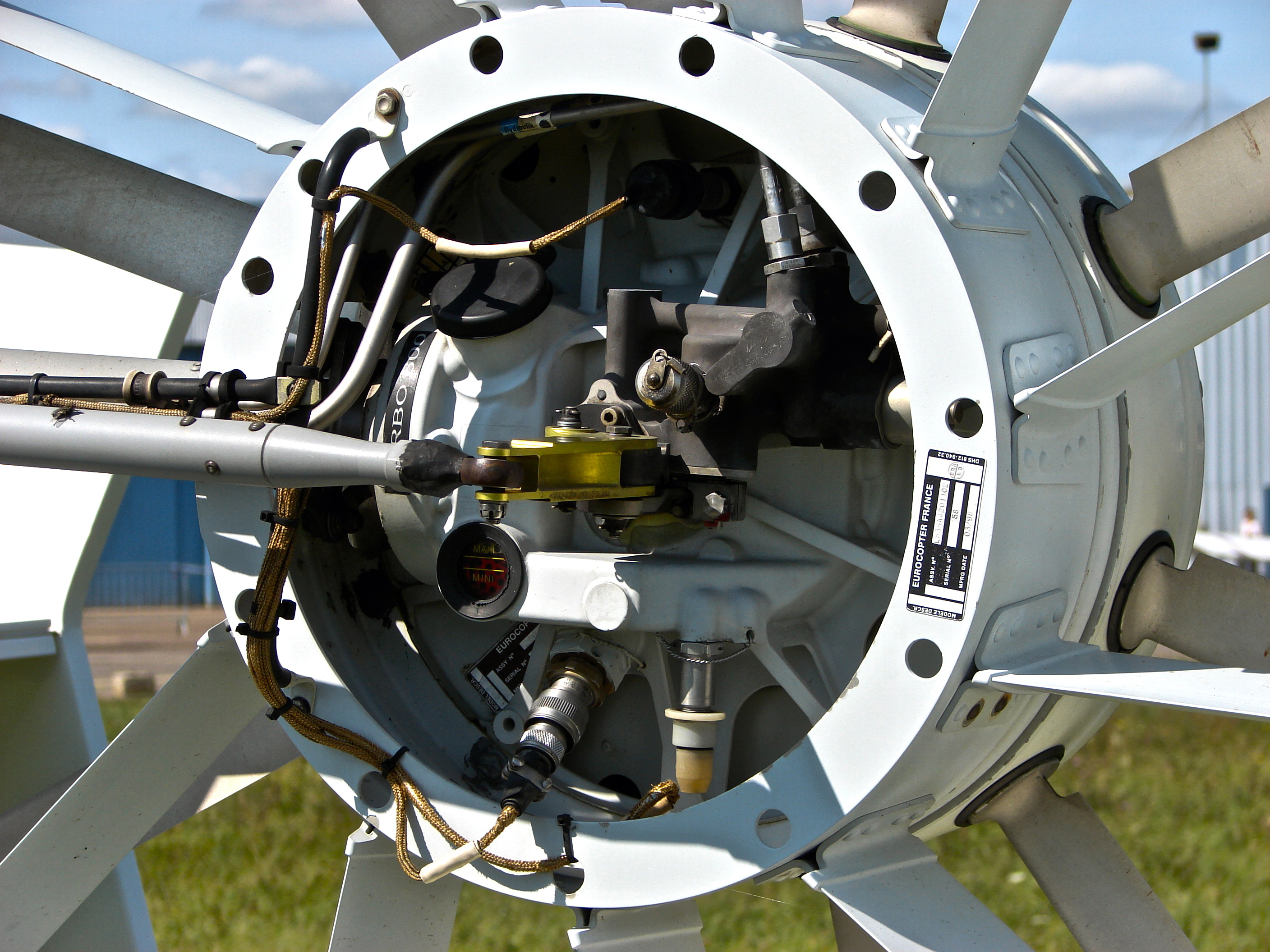
مکانیزم دم یوروکوپتر ئی‌سی۱۳۵

## تاریخچه
دم فن‌دار برای نخستین بار در دهه ۱۹۴۰ میلادی توسط گروه ویر طراحی شد تا در محصولات هواگردسازی سییروا نصب شود. پس از ناموفق بودن شرکت ویر در توسعه‌ای این فناوری، شرکت دیگری به نام سود-اویاسیون در دهه ۱۹۶۰ میلادی این طرح را پیش برد و موفق شد این فناوری را عملیاتی کند. شرکت سود در سال ۱۹۷۰ در آئروسپاسیال ادغام شد و این فناوری به شرکت جدید رسید. آئروسپاسیال خود نیز در سال ۲۰۰۰ توسط گروه ایرباس خریداری شده و در این شرکت ادغام شد. از سال ۲۰۰۰ تا کنون فناوری دم فن‌دار در اختیار شرکت ایرباس است.

## مزایا
- به دلیل اینکه کانال‌دار است، ایمنی بیشتری برای افراد پیاده ایجاد می‌کند و از برخورد مردم با پروانهٔ دم بالگرد جلوگیری می‌نماید.
- به دلیل افزایش تیغه‌ها و همچنین کانال‌دار بودنش، صدای کمتری تولید می‌کند و از تلاطم هوا بین پروانه دم و پروانه اصلی جلوگیری می‌نماید.
- محافظت بیشتری از تیغه‌های دم می‌شود و از برخورد سنگ و اشیاء به تیغه‌ها جلوگیری می‌نماید.
- نیروی ضدگشتاور را بصورت یکنواخت فراهم می‌کند و کمتر تحت تأثیر تلاطم باد قرار می‌گیرد؛ بنابراین هاور کردن برای خلبانان ساده‌تر خواهد شد.
- در هنگام پرواز کروز انرژی کمتری مصرف می‌کند.

## معایب
معایب دم فنسترون، همانند معایب رایج در همهٔ فن‌های کانال‌دار است که شامل:
- وزن بیشتری نسبت به بقیه دم‌ها دارد؛ همچنین مقاومت بیشتری در هوا ایجاد می‌کند که باعث می‌شود انرژی بیشتری از موتور مصرف نماید.
- تعمیرات آن سخت است و هزینهٔ نگهداری آن به مراتب بالاتر از دم‌های معمولی است.
- در هنگام هاور کردن، انرژی زیادی از موتور می‌گیرد.

## چند نمونه از بالگردهای دارای دم فنسترون

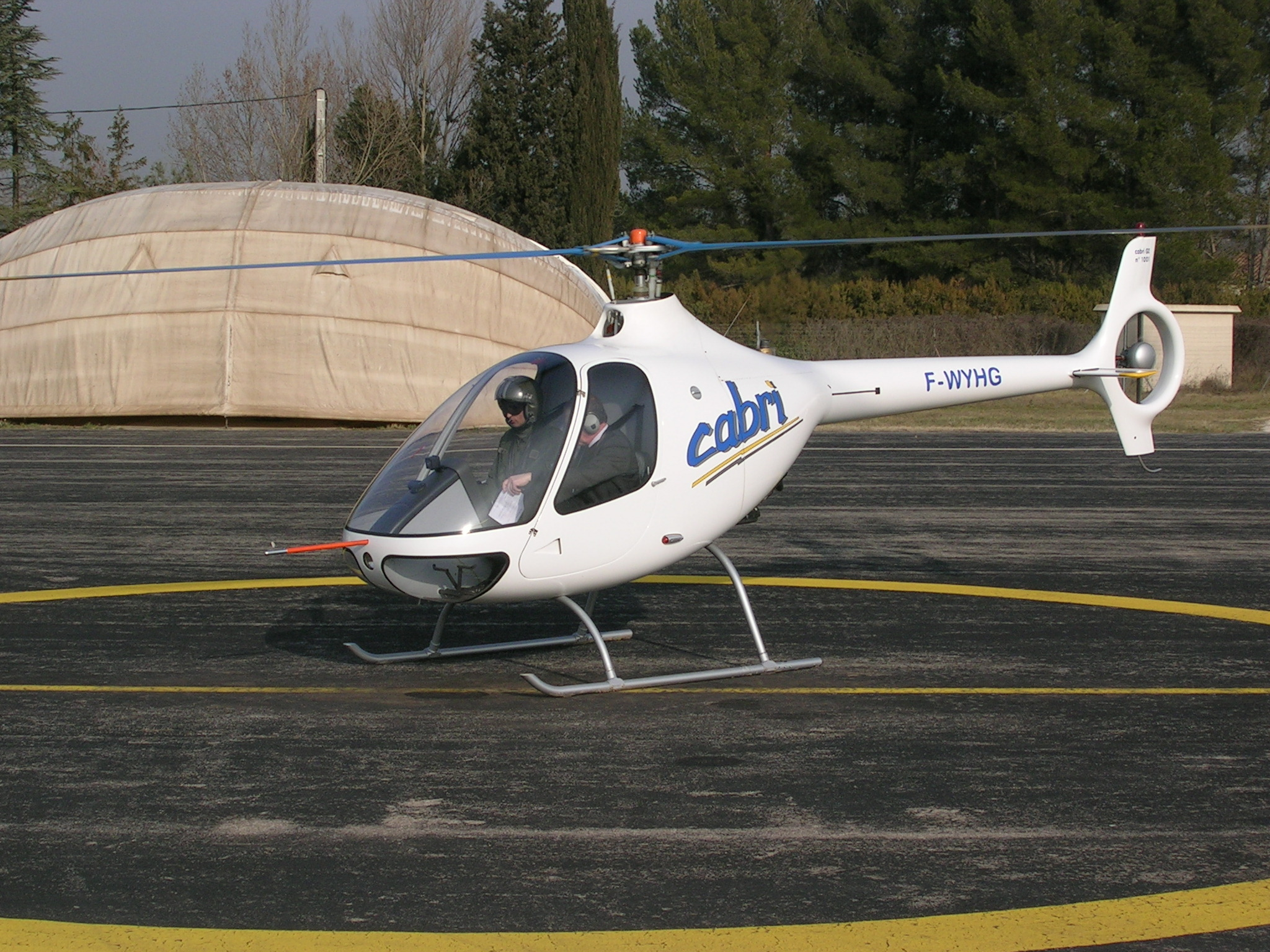
گیمبال کبری جی-۲
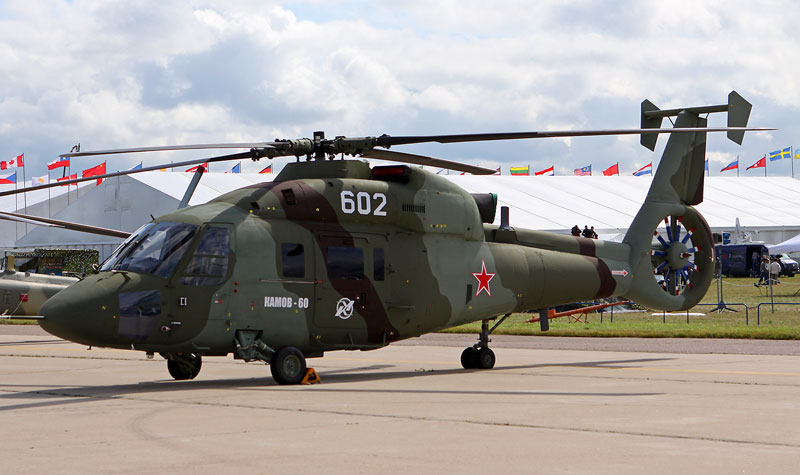
کاموف-۶۰
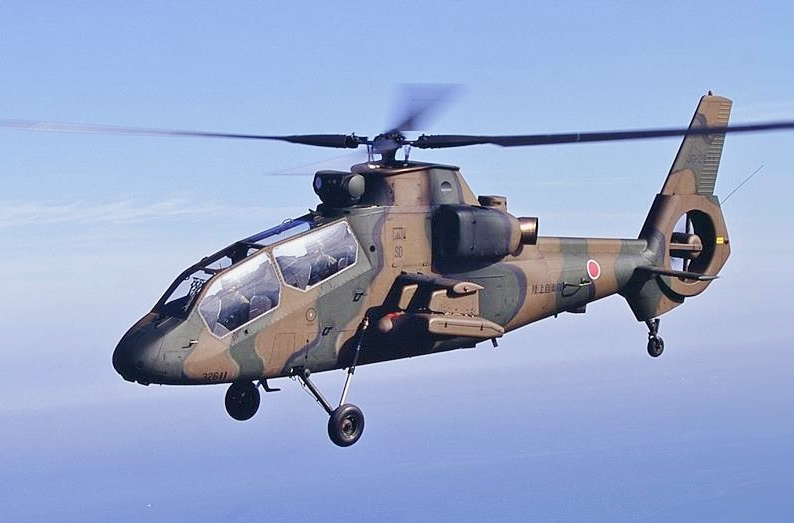
کاوازاکی اواچ-۱
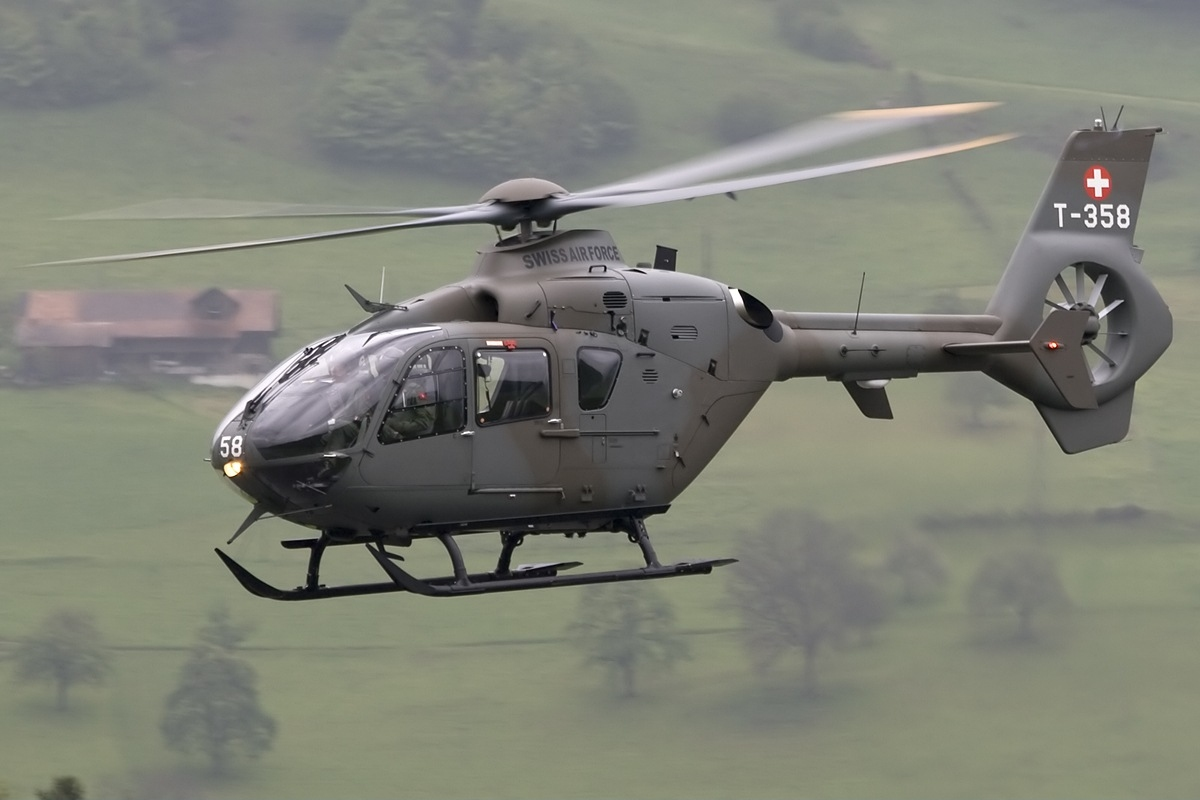
یوروکوپتر ئی‌سی۶۳۵